# Comtat de Sorcy
El comtat de Sourcy fou una jurisdicció feudal del Sacre Imperi Romanogermànic situada al pagus Bedensis, que no apareix esmentat en el tractat de Meerssen del 870. El territori estava al llarg dels dos costats del riu Mosa des de Ourches fins a Pont-à-Meuse i incloïa Commercy, Pagny, Sorcy i Vaucouleurs.
Com a comtes són esmentats Arnold o Arnulf que subscriu una carta del 1052 del bisbe Udó de Verdun en la que se l'assenyala com Arnulfus comes de Sorceio. Un altre comte fou Eberard de data desconeguda que apareix esmentat com a Evrardus comes de Sorceio a la necrològica de la catedral de Verdun.